# Оксон-Дессу
Оксо́н-Дессу́ (фр. Auxon-Dessous) — колишній муніципалітет у Франції, у регіоні Бургундія-Франш-Конте, департамент Ду. Населення — 1292 осіб (2011).
Муніципалітет був розташований на відстані близько 320 км на південний схід від Парижа, 9 км на північний захід від Безансона.

## Історія
У 1956-2015 роках муніципалітет перебував у складі регіону Франш-Конте. Від 1 січня 2016 року належав до нового об'єднаного регіону Бургундія-Франш-Конте.
1 січня 2015 року Оксон-Дессу і Оксон-Дессю було об'єднано в новий муніципалітет Лез-Оксон.

## Демографія
Динаміка населення (INSEE ):
Розподіл населення за віком та статтю (2006):
| Стать | Всього | До 15 років | 15-24 | 25-44 | 45-64 | 65-85 | Понад 85 |
| --- | ------ | ----------- | ----- | ----- | ----- | ----- | -------- |
| Чоловіки | 580    | 133         | 75    | 118   | 182   | 68    | 4        |
| Жінки | 584    | 110         | 75    | 130   | 185   | 68    | 16       |
| \| Статево-вікова піраміда \| Статево-вікова піраміда \| Статево-вікова піраміда \| \| ----------------------- \| ----------------------- \| ----------------------- \| \| Чоловіки \| Вік \| Жінки \| \| 4 \| 85 + \| 16 \| \| 16 \| 80-84 \| 12 \| \| 0 \| 75-79 \| 4 \| \| 32 \| 70-74 \| 28 \| \| 20 \| 65-69 \| 24 \| \| 20 \| 60-64 \| 24 \| \| 75 \| 55-59 \| 55 \| \| 55 \| 50-54 \| 43 \| \| 32 \| 45-49 \| 63 \| \| 43 \| 40-44 \| 51 \| \| 47 \| 35-39 \| 47 \| \| 20 \| 30-34 \| 16 \| \| 8 \| 25-29 \| 16 \| \| 32 \| 20-24 \| 24 \| \| 43 \| 15-20 \| 51 \| \| 35 \| 10-14 \| 47 \| \| 63 \| 5-9 \| 43 \| \| 35 \| 0-4 \| 20 \| |        |             |       |       |       |       |          |
| Статево-вікова піраміда |        |             |       |       |       |       |          |
| Чоловіки | Вік    | Жінки       |       |       |       |       |          |
| 4 | 85 +   | 16          |       |       |       |       |          |
| 16 | 80-84  | 12          |       |       |       |       |          |
| 0 | 75-79  | 4           |       |       |       |       |          |
| 32 | 70-74  | 28          |       |       |       |       |          |
| 20 | 65-69  | 24          |       |       |       |       |          |
| 20 | 60-64  | 24          |       |       |       |       |          |
| 75 | 55-59  | 55          |       |       |       |       |          |
| 55 | 50-54  | 43          |       |       |       |       |          |
| 32 | 45-49  | 63          |       |       |       |       |          |
| 43 | 40-44  | 51          |       |       |       |       |          |
| 47 | 35-39  | 47          |       |       |       |       |          |
| 20 | 30-34  | 16          |       |       |       |       |          |
| 8 | 25-29  | 16          |       |       |       |       |          |
| 32 | 20-24  | 24          |       |       |       |       |          |
| 43 | 15-20  | 51          |       |       |       |       |          |
| 35 | 10-14  | 47          |       |       |       |       |          |
| 63 | 5-9    | 43          |       |       |       |       |          |
| 35 | 0-4    | 20          |       |       |       |       |          |

## Економіка
2010 року серед 828 осіб працездатного віку (15—64 років) 605 були активними, 223 — неактивними (показник активності 73,1%, у 1999 році було 70,0%). З 605 активних мешканців працювало 588 осіб (303 чоловіки та 285 жінок), безробітними було 17 (6 чоловіків та 11 жінок). Серед 223 неактивних 89 осіб було учнями чи студентами, 95 — пенсіонерами, 39 були неактивними з інших причин.

У 2010 році в муніципалітеті числилось 490 оподаткованих домогосподарств, у яких проживали 1366,5 особи, медіана доходів виносила 22 252 євро на одного особоспоживача